# イオンモール福岡
イオンモール福岡（イオンモールふくおか）は、福岡県糟屋郡粕屋町に所在するイオンモール運営のショッピングセンター。
粕屋町の南端に立地し、南の志免町と接している。
2007年（平成19年）9月22日に、運営会社のダイヤモンドシティがイオンモールと合併したことに伴い、名称が「ダイヤモンドシティ・ルクル（DIAMOND CITY LUCLE）」から「イオンモール福岡ルクル」に変更。また、2011年（平成23年）10月21日には「イオンモール福岡」に再改称した。

## 概要
核店舗はイオン福岡店で、約200の専門店が出店している。近畿地方以西のショッピングセンターでは最大級の規模だったが、筑紫野市立明寺にイオンモール筑紫野が開店して、近畿地方以西のショッピングセンターでの、最大級の規模ではなくなった。周辺は福岡市の近郊住宅地であり、福岡市とその近郊の商業施設の中では最大の集客力を誇る。百貨店と総合スーパー (GMS) の2核1モールを目指していたが、百貨店の招致に失敗し、開業当初は施設の両端に食品売り場（ジャスコと百貨店代わりのラ・パレット）を分割して配置するという、二面性を持たせた構成となっていたが、2年弱でラ・パレットは撤退した。その後、同スペースにはビブレが出店している。開業初年度290億円だった売上は06年度には340億円に伸びている。2007年（平成19年）12月に立体駐車場棟を建設、2008年（平成20年）5月には店舗棟を増床し38店舗を加えた。
計画時・建設中の仮称は「ダイヤモンドシティ福岡かすやショッピングセンター」であった。
駐車場の収容台数は約5,200台で、イオングループが運営する商業施設の中ではイオンレイクタウン（埼玉県越谷市）、イオンモール幕張新都心（千葉県幕張市）、イオンモール新利府（宮城県利府町）に次いで多い。

## 主要テナント
出店している専門店全店の一覧・詳細情報は公式サイト「ショップリスト」を参照。

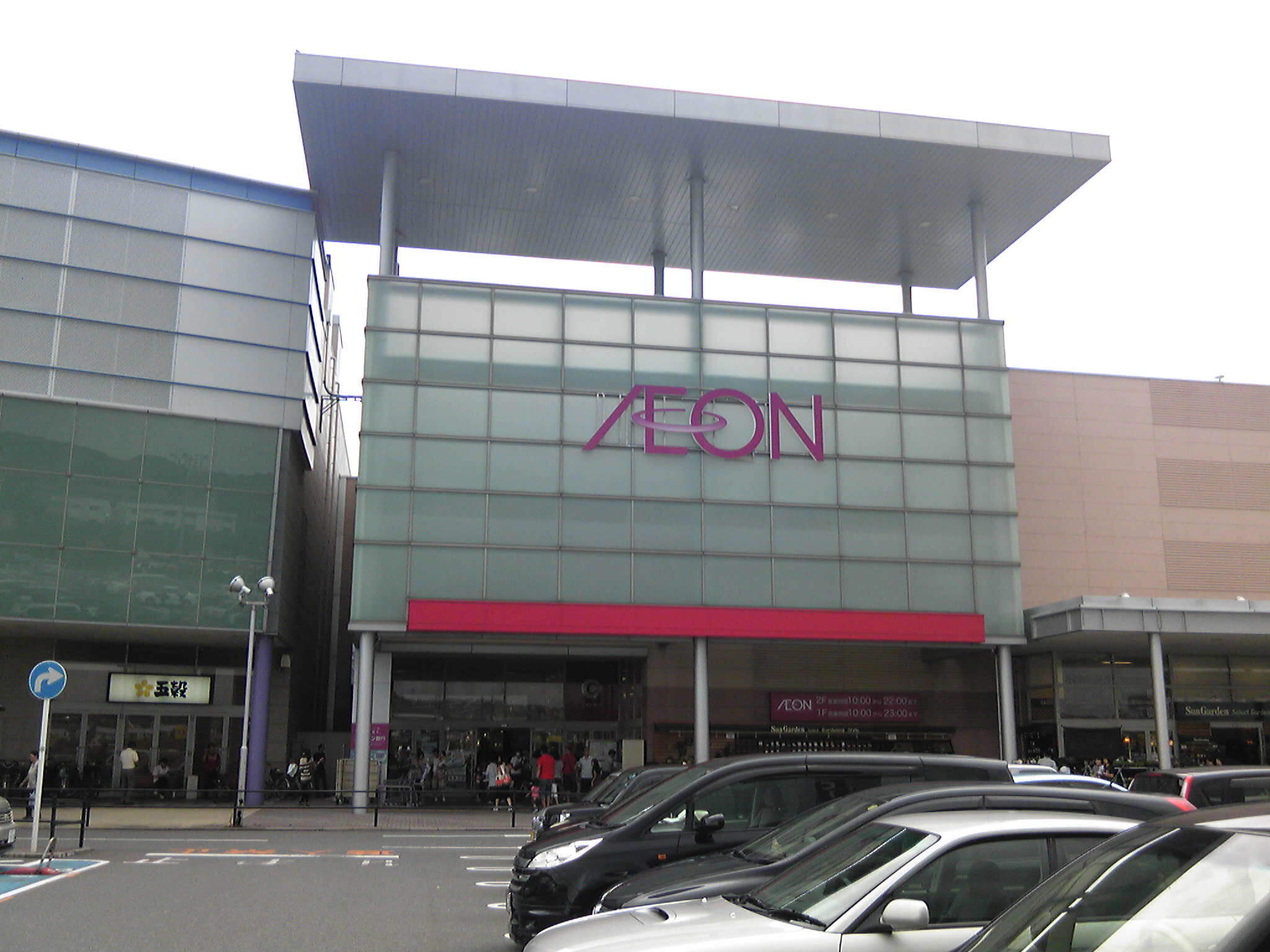
イオン福岡店
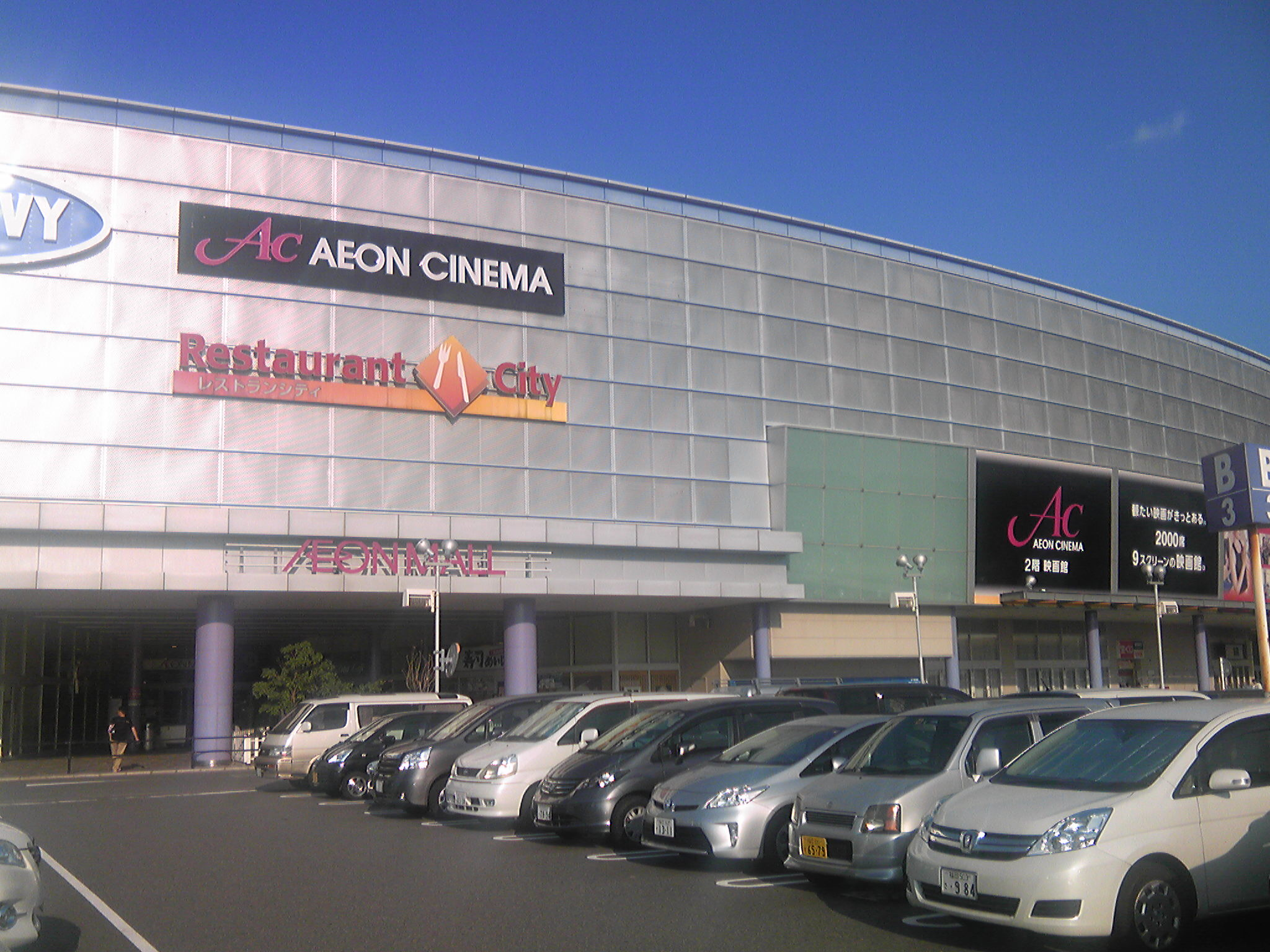
イオンシネマ福岡
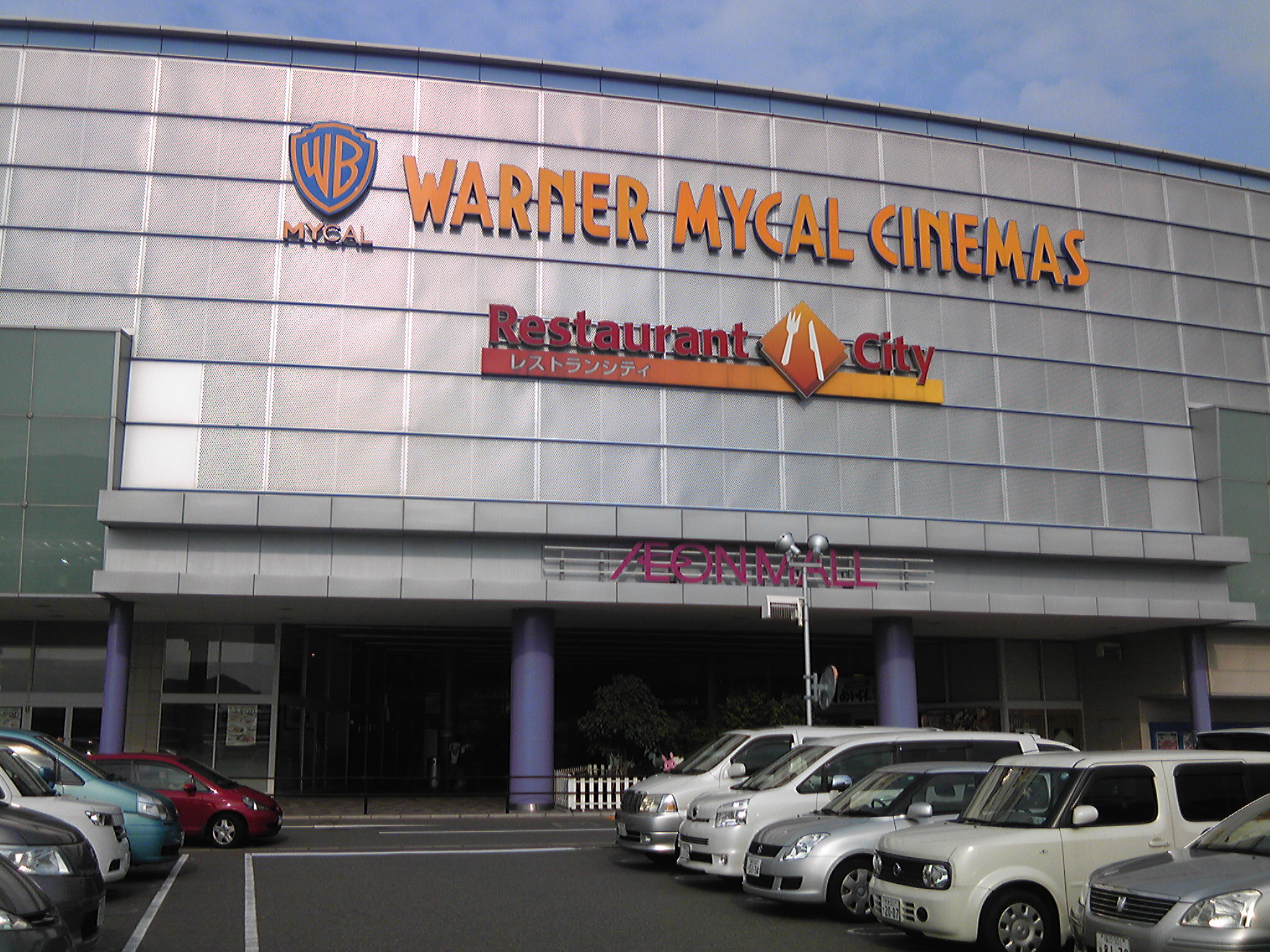
ワーナー・マイカル・シネマズ福岡時代
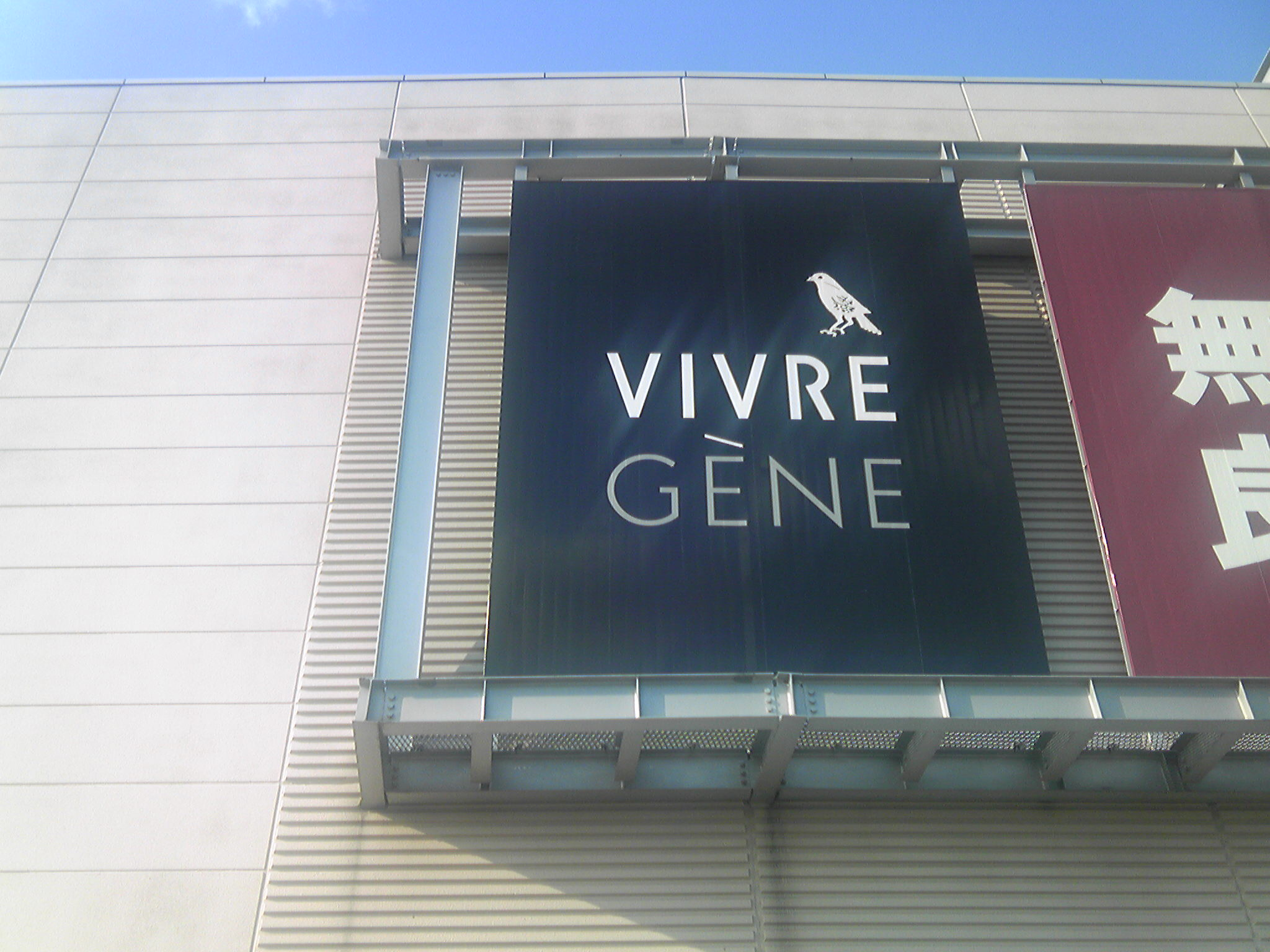
ビブレジーン福岡の看板

- イオン福岡店（1階・2階） - 2011年2月28日まではジャスコ福岡東店、同年3月1日から12月31日まではイオン福岡ルクル店であった。福岡東サティを「イオン福岡東店」に変更したため大幅な店舗名の改称となっている。
- ビブレジーン福岡（2階、2013年3月14日までは福岡東ビブレ）
- トイザらス・ベビーザらス（1階）
- フタバ図書 TSUTAYA TERA（1階・2階）
- イオンシネマ福岡（2階） - 旧:ワーナー・マイカル・シネマズ福岡、福岡東サティより移転。2023年にスクリーン7にIMAXを導入。
- エディオン(2階)
- スポーツクラブ ルネサンス（別棟）

## 交通アクセス

### 自動車
- 福岡県道24号福岡東環状線
- 福岡県道91号志免須恵線
- 福岡県道68号福岡太宰府線

### 鉄道
- 香椎線 酒殿駅から徒歩13分

### バス
西鉄バス
- 天神（天神日銀前）から36番 妙見・扇橋経由宇美営業所行き、または30番 博多駅・亀山経由 イオンモール福岡行きで「イオンモール福岡」停留所下車。
- 福岡空港から博多の森競技場経由 イオンモール福岡行きで「イオンモール福岡」停留所下車。
- 志免役場前停留所から徒歩5分程度。
- かつては、土日祝日限定で2番 上宇美発志免経由イオンモール福岡行きが運行されていた。

## 周辺施設
- 駕与丁公園
- 東平尾公園
- 志免鉱業所竪坑櫓